# Kerékpározás az 1920. évi nyári olimpiai játékokon
Az 1920. évi nyári olimpiai játékokon a kerékpározás versenyek hat számból álltak.

## Éremtáblázat
A rendező ország csapata eltérő háttérszínnel, az egyes számoszlopok legmagasabb értéke, vagy értékei vastagítással kiemelve.
| Az 1920. évi nyári olimpiai játékok éremtáblázata kerékpározásban | Az 1920. évi nyári olimpiai játékok éremtáblázata kerékpározásban | Az 1920. évi nyári olimpiai játékok éremtáblázata kerékpározásban | Az 1920. évi nyári olimpiai játékok éremtáblázata kerékpározásban | Az 1920. évi nyári olimpiai játékok éremtáblázata kerékpározásban | Olimpia  |
| ----------------------------------------------------------------- | ----------------------------------------------------------------- | ----------------------------------------------------------------- | ----------------------------------------------------------------- | ----------------------------------------------------------------- | -------- |
|                                                                   | Ország                                                            | Arany                                                             | Ezüst                                                             | Bronz                                                             | Összesen |
| 1.                                                                | Olaszország (ITA)                                                 | 2                                                                 | 0                                                                 | 0                                                                 | 2        |
| 2.                                                                | Nagy-Britannia (GBR)                                              | 1                                                                 | 4                                                                 | 1                                                                 | 6        |
| 3.                                                                | Hollandia (NED)                                                   | 1                                                                 | 0                                                                 | 2                                                                 | 3        |
| 4.                                                                | Belgium (BEL)                                                     | 1                                                                 | 0                                                                 | 0                                                                 | 1        |
| 4.                                                                | Svédország (SWE)                                                  | 1                                                                 | 0                                                                 | 0                                                                 | 1        |
|                                                                   |                                                                   |                                                                   |                                                                   |                                                                   |          |
| 6.                                                                | Dél-afrikai Unió (RSA)                                            | 0                                                                 | 1                                                                 | 1                                                                 | 2        |
| 7.                                                                | Egyesült Államok (USA)                                            | 0                                                                 | 1                                                                 | 0                                                                 | 1        |
|                                                                   |                                                                   |                                                                   |                                                                   |                                                                   |          |
| 8.                                                                | Finnország (FIN)                                                  | 0                                                                 | 0                                                                 | 1                                                                 | 1        |
| 8.                                                                | Franciaország (FRA)                                               | 0                                                                 | 0                                                                 | 1                                                                 | 1        |
|                                                                   |                                                                   |                                                                   |                                                                   |                                                                   |          |
| Összesen                                                          | Összesen                                                          | 6                                                                 | 6                                                                 | 6                                                                 | 18       |

## Érmesek

### Országúti számok
| Az 1920. évi nyári olimpiai játékok érmesei országúti kerékpározásban |                                                                                                   |                                                                                    |                                                                                      |
| Versenyszám                                                           | Arany                                                                                             | Ezüst                                                                              | Bronz                                                                                |
| Férfi országúti mezőnyverseny (175 km)                                | Harry Stenqvist · Svédország (SWE) · 4:40:01.6                                                    | Henry Kaltenbrun · Nagy-Britannia (GBR) · 4:41:26.6                                | Fernand Canteloube · Franciaország (FRA) · 4:42:54.4                                 |
| Férfi országúti csapatverseny                                         | Franciaország (FRA) · Achille Souchard · Fernand Canteloube · Georges Detreille · Marcel Gobillot | Svédország (SWE) · Harry Stenqvist · Sigfrid Lundberg · Ragnar Malm · Axel Persson | Belgium (BEL) · Albert Wyckmans · Albert De Bunné · Jean Janssens · André Vercruysse |

### Pályakerékpár
| Az 1920. évi nyári olimpiai játékok érmesei pálya-kerékpározásban |                                                                                          |                                                                                      |                                                                                         |
| Versenyszám                                                       | Arany                                                                                    | Ezüst                                                                                | Bronz                                                                                   |
| Férfi sprint egyéniverseny                                        | Maurice Peeters · Hollandia (NED) · 1:38.3                                               | Thomas Johnson · Nagy-Britannia (GBR)                                                | Harry Ryan · Nagy-Britannia (GBR)                                                       |
| Pályaverseny (50 km)                                              | Henry George · Belgium (BEL)                                                             | Cyril Alden · Nagy-Britannia (GBR)                                                   | Pieter Ikelaar · Hollandia (NED)                                                        |
| Kétüléses (tandem) 2000 m                                         | Nagy-Britannia (GBR) · Thomas Lance · Harry Ryan                                         | Dél-afrikai Unió (RSA) · William Smith · James Walker                                | Hollandia (NED) · Frans de Vreng · Pieter Ikelaar                                       |
| Férfi 4000 méter csapat üldözőverseny                             | Olaszország (ITA) · Primo Magnani · Arnaldo Carli · Ruggerio Ferrario · Franco Giorgetti | Nagy-Britannia (GBR) · Albert White · Cyril Alden · Horace Johnson · William Stewart | Dél-afrikai Unió (RSA) · James Walker · Sammy Goosen · Henry Kaltenbrun · William Smith |